# Gérard Roche
Pour les articles homonymes, voir Roche (homonymie).
Gérard Roche, né le 29 décembre 1942 au Puy-en-Velay (Haute-Loire), est un homme politique français. Il habite actuellement[Quand ?] à Brives-Charensac. 
Roche est président du conseil général (UDI) entre 2004 et 2014, et sénateur (UCR) de la Haute-Loire entre 2011 et 2017.

## Biographie
Originaire du Monastier-sur-Gazeille (Haute-Loire), il habite actuellement[Quand ?] à Brives-Charensac (43700). Gérard Roche est pensionnaire au lycée de La Chartreuse à Brives-Charensac avant de s'engager dans des études à la Faculté de médecine de Lyon, dont il est diplômé en 1969. Par la suite, il commence une carrière de praticien au Centre hospitalier Émile-Roux du Puy-en-Velay, dont il est aujourd'hui retraité.
Parallèlement à ses activités professionnelles, il débute dans les années 1970 une carrière d'élu local. Conseiller municipal de Saint-Julien-Chapteuil de 1974 à 2001, puis de Saint-Front de 2001 à 2008, il devient parallèlement conseiller général du canton de Fay-sur-Lignon en 1974. Vice-président (UDF-CDS) du conseil général après 1985, il participe également à la fondation de la communauté de communes du Pays du Mézenc, dont il occupe la présidence de 1994 à 2004.
À la faveur de la nomination de Jacques Barrot (UMP) à la vice-présidence de la Commission européenne, il accède en 2004 à la présidence du conseil général, sous l'étiquette DVD, où il est réélu en 2008 et 2011. À ce titre, il est membre du bureau de l'Assemblée des départements de France (ADF).
En 2011, il annonce sa candidature aux élections sénatoriales, au nom de la promotion d'une péréquation au profit des départements « pauvres ». Même s'il assure n'être membre d'aucun parti, il est investi par l'UMP,. En septembre 2011, il est finalement élu au second tour, succédant ainsi à l'ancien vice-président du Sénat Adrien Gouteyron (UMP), et rejoint le groupe de l'Union centriste et républicaine (UCR).
Gérard Roche a annoncé son intention de ne pas briguer à nouveau le poste de conseiller général de Fay-sur-Lignon après 2014. En juin 2014, il démissionne de la présidence du Conseil général de la Haute-Loire et est remplacé par Jean-Pierre Marcon.
En février 2016, il annonce quitter l'UDI pour rejoindre le Mouvement démocrate.
Il soutient Alain Juppé pour la primaire présidentielle des Républicains de 2016. En 2017, il est l'un des premiers parlementaires à parrainer officiellement la candidature d'Emmanuel Macron à l'élection présidentielle.

## Publications
- Gérard Roche, Le Monastier Saint-Chaffre. Naissance d’une abbaye, Le Puy-en-Velay, Éditions Jeanne-d'Arc, 2004.
- Gérard Roche, Gévaudan. Le roman de la bête, Éditions De Borée, 2014